# Lingua tswa
La lingua tswa (nome nativo xiTswa; anche conosciuta come tshwa) è una lingua bantu dell'Africa meridionale, parlata da circa 1,2 milioni di persone nella parte meridionale del Mozambico, oltre a piccoli gruppi di parlanti in Sudafrica e Zimbabwe.
Il tswa viene classificato all'interno del gruppo delle lingue tswa-ronga, compreso all'interno del gruppo S della classificazione di Guthrie delle lingue bantu; ha molte similarità con le altre lingue appartenenti al gruppo (tsonga e ronga), parlate in Mozambico e Sudafrica, con le quali ha un elevato grado di mutua comprensibilità tanto che vengono a volte considerati come tre distinti dialetti di una stessa lingua.
Analogamente a molte altre lingue bantu, anche il tswa ha un sistema di scrittura basato sull'alfabeto latino.